# Lý Huệ Tông
Lý Huệ Tông (1194–1226; narozen jako Lý Sảm), byl vietnamský císař (1211–1224) z dynastie Lý
Lý Huệ Tông se stal císařem v roce 1211, po smrti svého otce Lý Cao Tônga. Jeho vláda byla poznamenána silným tlakem dynastie Trần, jejíž členové postupně začali obsazovat důležité úřady, což jim později umožnilo převzít moc. Od roku 1224 byl Lý Huệ Tông oficiálně považován za duševně nemocného, což vedlo k nutnosti vyřešit nástupnickou otázku. Lý Huệ Tông neměl žádného mužského dědice, proto za dědice prohlásil svoji sedmiletou dceru Lý Chiêu Hoàng, jejíž jmenování prošlo jen úředníkům dynastie Trần. Lý Huệ Tông nechal svoji dceru provdat za Trần Thái Tônga v jehož prospěch byla nucena abdikovat již v roce 1225. Přestože Lý Huệ Tông od roku 1224 neprojevoval o politiku zájem a působil jako buddhistický mnich, byl v roce 1226 donucen spáchat sebevraždu.